# Ney González Sánchez
Ney González Sánchez (Guadalajara, Jalisco, 25 de enero de 1963) es un político mexicano, fue gobernador del Estado de Nayarit durante el período 2005-2011 y actual prófugo de la justicia mexicana.
Es abogado por la Universidad Autónoma de Nayarit desde 1986 y Notario Público desde 1999. 
Cursó un Diplomado en Relaciones Exteriores impartido por el Instituto Matías Romero, así como un Diplomado en Marketing Político impartido por el Tec de Monterrey y una Certificación Internacional en Programación Neurolingüística impartida por John Grinder.
En 2014 se graduó en Madrid, España en el Master Universitario en Seguridad, Defensa y Geoestrategia impartido por la Universidad UDIMA en colaboración con el Campus Internacional para la Seguridad y la Defensa (CISDE).
Es catedrático en la Universidad UNAY y ponente en seminarios, congresos y conferencias.
Desde noviembre de 2022 a la fecha se encuentra prófugo de la justicia.

## Carrera política
Hijo de quien también fuera Gobernador del Estado de Nayarit y líder de la Confederación de Trabajadores de México (CTM) Emilio M. González (1913-1998) y de María del Carmen Sánchez Morales (1922-1994), importante empresaria micro industrial de la masa y la tortilla. 
Diputado al Congreso del Estado de Nayarit en la XXIII Legislatura (1990-1993) y XXV Legislatura (1996-1999).
Diputado Federal a la LVIII Legislatura (2000-2002), desempeñándose durante esta Legislatura Federal como Vocero del Grupo Parlamentario del PRI. Representante de México en el Parlamento Latinoamericano (PARLATINO) en donde es cofundador de la Comisión de Medios de Comunicación.
Presidente Municipal de Tepic para el Periodo 2002-2005; cargo que desempeñó hasta 2004, año en el cual solicitó licencia para competir por la candidatura del PRI al Gobierno del Estado de Nayarit.
Gobernador del Estado de Nayarit para el Periodo 2005-2011. Recuperando dicha posición política para su Partido. Ha sido el primer egresado de la Universidad Autónoma de Nayarit y el primer abogado en ser Gobernador del Estado.

## Gestión de gobierno
La gestión de González se basa en el lema Todos somos Nayarit, de ideología un tanto socialdemócrata y calificada de populista por algunos de sus adversarios políticos. En su gobierno se han implementado programas tales como la entrega de despensas a adultos de más de 70 años, paquetes de útiles escolares gratuitos y una tarjeta bancaria con una beca a cada niño de educación básica, las tarjetas de internet gratuito para todos los estudiantes de educación media superior y educación superior, la creación de la Universidad Tecnológica de la Sierra, dos nuevos Institutos Tecnológicos de Estudios Superiores en Jala y en Ruiz y se ha ampliado la cobertura médica en algunas especialidades tales como la oncología, con el caso particular de exámenes de cáncer cérvico-uterino y de mamas gratuitos y recientemente un seguro de vida para campesinos.
La gestión de Ney González ha sido también duramente criticada principalmente por los gastos excesivos en promoción personal del mandatario, así como su parcialidad en asuntos electorales, entre otras cosas.
La División de Estudios Económicos y Sociopolíticos del Banco Nacional de México, filial mexicana del Citigroup (hoy Citibanamex), dio a conocer que el PIB de Nayarit creció un 3.2% durante el 2007, mientras que la media nacional fue del 1.3%. Durante su sexenio el PIB estatal fue el doble de la media nacional, siendo la industria de la construcción tanto de vivienda como de obra pública las que más aportaron al crecimiento de este indicador económico. Destacando el crecimiento de organismos empresariales como la Cámara de la Asesoría y la Consultoría así como de la Cámara Mexicana de la Industria de la Construcción (CMIC). Y desde luego que la creación, lanzamiento y potencialización de la marca turística Riviera Nayarit que ocupó el primer lugar nacional en captación de inversión turística privada, de esta forma también el desarrollo del turismo marcarán el sexenio de gobierno de Ney González Sánchez y el fortalecimiento de la inversión en ciencia y tecnología con la creación de la Ciudad del Conocimiento de Tepic, Nayarit que alberga 5 centros de investigación científica y desarrollo tecnológico, como el CIBNOR, CICESE, CIAD, entre otros.

## Innovaciones
Ha sido el primer gobernante de una entidad mexicana en instalar pistas de patinaje sobre hielo, temporales, sin costo para niñas y niños. La primera funcionó en la Plaza de los Constituyentes, frente al Palacio de Gobierno, en Tepic, Nayarit, desde el sábado 9 de diciembre de 2006, hasta el lunes 8 de enero de 2007.
El año siguiente, continuó la oferta gratuita, del domingo 2 de diciembre de 2007 al miércoles 2 de enero de 2008.
En diciembre de 2007, el jefe de Gobierno del Distrito Federal, Marcelo Ebrard Casaubón, copió la idea.
Ney González fue conocido como el Cibergobernador porque impulsó la comunicación, vía internet, entre ciudadanos y funcionarios, y respondía rápidamente preguntas de sus gobernados vía las redes sociales Facebook y Twitter, además de no dejar de lado el contacto cara a cara.
Asimismo, el 17 de mayo de 2010 anunció que el 23 de mayo del mismo año sería inaugurado el Jardín del Estudiante, en el Paseo de la Loma, en Tepic, "que tendrá una especie de ciberplaza, libre acceso a internet y espacio donde vayan a hacer sus tareas de investigación".

## En la actualidad
El 11 de noviembre de 2022 se le gira una orden de aprehensión por delitos de corrupción relacionados con uso indebido de funciones, peculado y falsificación de documentos por el fraude del fideicomiso de Bahía de Banderas por una deuda de casi 90 millones de pesos por lo cual se le gira una orden a la Interpol para su captura. 5
Se encuentra prófugo de la justicia y se continúan con investigaciones en su contra.